# Монте Сан Северино (Напуљ)
Монте Сан Северино је насеље у Италији у округу Напуљ, региону Кампанија.
Према процени из 2011. у насељу је живело 44 становника. Насеље се налази на надморској висини од 51 м.